# Partyzanski raën
Il Partyzanski raën (distretto dei partigiani, in bielorusso: Партызанскі раён) è uno dei raën in cui è suddivisa la capitale bielorussa di Minsk.